# Phrixosceles campsigrapha
Phrixosceles campsigrapha là một loài bướm đêm thuộc họ Gracillariidae. Nó được tìm thấy ở Sri Lanka